# Taiwan sob domínio japonês
Taiwan sob o domínio japonês (ou também ocupação japonesa de Taiwan, período colonial de Taiwan, domínio japonês de Taiwan) refere-se ao período entre 1895 e 1945 em que a Ilha Formosa (incluindo as Ilhas Pescadores) foi uma dependência do Império do Japão, depois que a China Qing perdeu a Primeira Guerra Sino-Japonesa para o Japão e cedeu Taiwan no Tratado de Shimonoseki. O movimento de resistência da efêmera  República de Formosa terminou sem sucesso, quando foi reprimido pelas tropas japonesas. A queda de Tainan encerrou a resistência organizada à ocupação japonesa e deu inicio a cinco décadas de domínio japonês.
A anexação e a incorporação de Taiwan ao Império Japonês pode ser vista como primeiros passos da implementação de sua "Doutrina de Expansão para o Sul" do final do século XIX. Como Taiwan era a primeira colônia ultramarina do Japão, as intenções japonesas eram de transformar a ilha em uma verdadeira "colônia modelo". Como resultado, um grande esforço foi feito para melhorar a economia, a indústria, as obras públicas da ilha e para alterar sua cultura em grande parte pelas necessidades da máquina de guerra para agressão militar japonesa na Ásia-Pacífico até a rendição do Japão. No entanto, o domínio japonês de Taiwan também teve consequências negativas, como a repressão militar a qualquer tentativa de resistência, a ação afirmativa em relação ao nativos do Japão e o aumento da prostituição feminina.
Em 1945, após a derrota do Império do Japão na Segunda Guerra Mundial, Taiwan foi colocado sob o controle da República da China, com assinatura da Ata de Rendição, como parte das cerimônias de rendição em todo o teatro da Ásia-Pacífico. A experiência de domínio japonês, o domínio da República da China (incluindo a República da China que controla apenas Taiwan e as ilhas vizinhas desde 1949) e o Incidente de 28 de Fevereiro (1947) continua a afetar questões como o Dia da Retrocessão, a identidade nacional, a identidade étnica, e o movimento formal de independência de Taiwan.

## Democracia
Taiwan também era representada na Câmara dos Pares do Japão. A democracia foi introduzida em resposta à opinião pública taiwanesa. As assembleias locais foram estabelecidas em 1935.

## Economia
A economia de Taiwan durante o governo japonês era, em sua maioria, uma economia colonial padrão. Ou seja, os recursos humanos e naturais de Taiwan foram usados para ajudar o desenvolvimento do Japão, uma política que alcançou seu pico em 1943. De 1900 a 1920, a economia de Taiwan foi dominada pela indústria açucareira, enquanto de 1920 a 1930 o arroz era o principal item de exportação. Durante estes dois períodos, a política econômica do governo colonial era "indústria para o Japão, agricultura para Taiwan". Depois de 1930, devido à guerra, o governo colonial começou a prosseguir uma política de industrialização.

## Educação
Em 1944, havia 944 escolas primárias em Taiwan, com taxas de matrícula totais de 71,3% para crianças taiwanesas, 86,4% para crianças aborígenes e 99,6% para crianças japonesas em Taiwan. Como resultado, as taxas de matrícula da escola primária em Taiwan estavam entre as mais altas da Ásia, em segundo lugar apenas para o próprio Japão.

## População
Como parte da ênfase colocada no controle governamental, o governo colonial realizou censos detalhados em Taiwan a cada cinco anos a partir de 1905. As estatísticas mostraram uma taxa de crescimento da população de 0,988% a 2,835% ao ano. Em 1905, a população de Taiwan era cerca de 3 milhões.